# コルヴィン・ヤーノシュ
コルヴィン・ヤーノシュ（Corvin János, 1473年4月2日 - 1504年10月12日）は、ハンガリー王マーチャーシュ1世の庶子。フニャディ伯爵、スラヴォニア公、オパヴァ・グウプチツェ・グウォグフ・リプトフの公爵。クロアチア及びスラヴォニア総督。

## 生涯
ハンガリー王にしてボヘミアの対立王でもあったマーチャーシュ1世と、下オーストリア・シュタイン出身の平民女性バルバラ・エーデルペック（1495年3月9日没）との間に婚外子として生まれた。父王は2度の結婚で嫡出子をもうけられなかったため、ヤーノシュは父にとって唯一の子であった。
マーチャーシュ1世はヤーノシュをハンガリー王位の後継者にしようと目論んだが果たせず、代わりに一人息子に与えられる限りの要職や財産を確保した。ヤーノシュは1481年に8歳でフニャディ伯爵・リプトフ公爵に叙せられた。オロモウツの和約の締結より前の1477年頃には、マーチャーシュはボヘミア王冠領の一部だったシレジアのグウォグフ公領をヤーノシュに授けることに決めていた。この構想はグウォグフ継承問題において、1488年に正統な相続者だったジャガン公ヤン2世を追放することでようやく実現した。
1484年トシェク公プシェミスワフが男子なく死ぬとマーチャーシュ王はトシェク公領を自身の所有とした。ヴィクトリン・ス・ポジェブラトにオパヴァ公領を譲らせたときは、代償としてスラヴォニアの複数の城の所有権を引き渡した。こうして王が入手した2公領はいずれも息子ヤーノシュに授けられた。1485年グウプチツェ公領の最後の後継者ヤン3世が死ぬと、マーチャーシュは同公領の国家帰属を宣言して没収し、こちらの領地もヤーノシュに譲った。
しかし1490年にマーチャーシュ1世が死ぬと、父王が半ば強引にかき集めてくれた膨大な資産・領地をヤーノシュが保持するのは途端に難しくなった。シレジアにある数多くの所領のうち、ヤーノシュはヴィクトリン・ス・ポジェブラトが返還を求めていたオパヴァ公領のみを返還し、残りは確保することを決意していた。ところがハンガリーの次期国王を座をめぐるボヘミア王ヴラジスラフ（ウラースロー2世）とその弟ヤン・オルブラフト、ハプスブルク家の皇帝マクシミリアン1世の3つ巴の争いは、ヤーノシュの決意を打ち砕いた。ウラースロー2世はボヘミア王の宗主権を行使してヤーノシュからグウォグフ公領を取り上げ、ハンガリー国王選挙で自身が選出されるよう便宜を図ってもらった見返りとして弟ヤン・オルブラフトに担保物件として差し出した。1498年ヤン・オルブラフトがグウォグフ公領を兄王に返還した後も、同公領がヤーノシュに返還されることはなく、正式にボヘミア王冠領に帰属したものとされた後、翌1499年ウラースロー2世の末弟ジグムントにボヘミア王冠の封土として与えられた。さらには1501年強制的な領土交換によってオパヴァ公領も王に譲渡させられ、こちらもジグムントの封土とされた。
1496年クロアチアの最有力貴族の1人ベルナルディン・フランコパンの娘ベアトリーツァ・フランコパンと結婚し、間に3人の子をもうけた。
- エルジェーベト（1496年 - 1508年） - サポヤイ・ジェルジ（英語版）と婚約
- クリシュトーフ（1499年 - 1505年）
- マーチャーシュ（1504年 - 1505年）

ヤーノシュは1504年、31歳の若さで死んだ。3人の子供たちは父親の死後数年間のうちに死んだ。家領を受け継いだ未亡人は、ウラースロー2世の甥でドイツ人のブランデンブルク＝アンスバッハ辺境伯ゲオルクと再婚した。
ヤーノシュが1486年頃、ビアンカ・マリア・スフォルツァと一時婚約していたときに、ビアンカに贈るために制作されたバルダッサーレ・エステンセによる見合い用の肖像画は、現在ドイツ・ミュンヘンのアルテ・ピナコテークに所蔵されている。

## 引用
1. ↑  Johann Corvinus in der Datenbank Gedächtnis des Landes zur Geschichte des Landes Niederösterreich (Museum Niederösterreich)
2. ↑  Karl Nehring: Matthias I. Corvinus. In: Neue Deutsche Biographie (NDB). Band 16, Duncker & Humblot, Berlin 1990, ISBN 3-428-00197-4, S. 407–409.
3. ↑  Karl Brochardt: Konrad X. von Oels († 21. September 1492). In: Schlesische Lebensbilder. Band X, 2010, ISBN 978-3-7686-3508-0, S. 67.